# شیائو یانینگ
شیائو یانینگ (انگلیسی: Xiao Yanning؛ زادهٔ ۲۳ فوریهٔ ۱۹۹۸) شناگر موزون اهل چین است.
وی در مسابقات کشوری و بین‌المللی در مجموع برندهٔ ۲ مدال طلا، ۱۱ مدال نقره شده‌است.